# Katotelm
Katotelm – dolny, leżący pod akrotelmem, martwy pokład torfu w dwuwarstwowym modelu torfowisk, stale nasycony wodą, pozbawiony tlenu. W katotelmie brak jest mikroorganizmów tlenowych, rozkład obumarłej masy roślinnej zachodzi z udziałem mikroorganizmów beztlenowych. Objętość katotelmu wzrasta wraz z narastaniem torfu.